# Florian Pröll
Florian Joseph Pröll OPraem (* 6. Juli 1913 in Dietrichschlag bei Ulrichsberg, Oberösterreich; † 19. Mai 1993 in Schlägl, Oberösterreich) war ein römisch-katholischer Ordensgeistlicher. Er war Abt des Prämonstratenserklosters Stift Schlägl.

## Leben
Florian Pröll studierte zunächst Forstwirtschaft (Diplomingenieur). Er trat am 25. August 1934 der Ordensgemeinschaft der Prämonstratenser in Schlägl bei und empfing am 29. Juni 1939 in Volders die Priesterweihe. Er war 1940/41 Kooperator im böhmischen Friedberg und wurde zur deutschen Wehrmacht einberufen. Nach Rückkehr aus der amerikanischen Kriegsgefangenschaft war er zunächst Religionslehrer in Linz (1945–1946) und danach Forstkontrollor (1950–1951), Forstinspektor (1951–1953), Forstmeister (1953–1958).
Er war 18. Abt des Prämonstratenserklosters Stift Schlägl von 1958 bis 1989.
Pröll war von 1965 bis 1988 Administrator der Abtei Hamborn in Duisburg und engagierte sich zusammen mit Franz Kardinal Hengsbach für die Wiederbegründung der Abtei.
Er war Großoffizier des Ritterordens vom Heiligen Grab zu Jerusalem. Seit 1960 war er Ehrenmitglied der katholischen Studentenverbindung AV Austria Innsbruck im ÖCV.